# The World Is Big
Pour plus de détails, voir Fiche technique et Distribution.
The World Is Big (titre original bulgare : Svetat e Golyam i Spasenie Debne Otvsyakade, translittération de Светът е голям и спасение дебне отвсякъде, signifiant en français : Le monde est grand et le salut te guette au coin de la rue) est un film bulgare réalisé par Stephan Komandarev en 2008. 
Ce film est inspiré du roman éponyme d'Ilija Trojanow. Il est coproduit par la Bulgarie, l'Allemagne, la Hongrie, la Serbie et la Slovénie. 
Il est sorti le 10 octobre 2008 en Bulgarie et le 9 juin 2010 en France.
En 2010, The World is Big est le premier film bulgare à être présélectionné pour l'Oscar du meilleur film en langue étrangère, aux États-Unis.

## Fiche technique
- Titre : The World Is Big
- Titre original : Svetat e golyam i spasenie debne otvsyakade
- Réalisation : Stephan Komandarev
- Scénario : Yurii Dachev, Stephan Komandarev et Dusan Milic d'après le roman d'Ilija Trojanow
- Musique : Stefan Valdobrev
- Photographie : Emil Christov
- Montage : Nina Altaparmakova
- Production : Karl Baumgartner, Danijel Hocevar, Thanassis Karathanos, Stefan Kitanov et András Muhi
- Société de production : RFF International, Pallas Film, Vertigo, Inforg Stúdió et BNT
- Pays :  Bulgarie,  Allemagne,  Slovénie,  Hongrie et  Serbie
- Genre : Drame
- Durée : 105 minutes
- Dates de sortie : 
  -  Bulgarie : 10 octobre 2008
  -  France : 9 juin 2010

## Distribution
- Miki Manojlović : Bai Dan
- Carlo Ljubek : Alex (adulte)
- Hristo Mutafchiev : Vasko
- Ana Papadopulu : Yana